# 2009年のJリーグ ディビジョン1
- 日本プロサッカーリーグ  > Jリーグ ディビジョン1 > 2009年のJリーグ ディビジョン1
- 2009年のスポーツ  >  2009年のサッカー  >  2009年のJリーグ  > 2009年のJリーグ ディビジョン1

この項目では、2009年シーズンのJリーグ ディビジョン1（J1）について述べる。

## 2009年シーズンのJ1のクラブ
2009年シーズンのJ1のクラブは以下の18クラブ。このうちサンフレッチェ広島・モンテディオ山形が前シーズンのJ2からの昇格クラブで、山形は初のJ1昇格である。
| チーム名               | 監督                     | 所在 都道府県 | ホームスタジアム                                | 前年成績 |
| ---------------------- | ------------------------ | ------------- | ----------------------------------------------- | -------- |
| モンテディオ山形       | 小林伸二                 | 山形県        | NDソフトスタジアム山形                          | J2 2位   |
| 鹿島アントラーズ       | オズワルド・オリヴェイラ | 茨城県        | 県立カシマサッカースタジアム                    | J1 優勝  |
| 浦和レッズ             | フォルカー・フィンケ     | 埼玉県        | 埼玉スタジアム2002 さいたま市浦和駒場スタジアム | J1 7位   |
| 大宮アルディージャ     | 張外龍                   | 埼玉県        | NACK5スタジアム大宮                             | J1 12位  |
| ジェフユナイテッド千葉 | アレックス・ミラー       | 千葉県        | フクダ電子アリーナ 市原臨海競技場               | J1 15位  |
| 柏レイソル             | 高橋真一郎               | 千葉県        | 日立柏サッカー場                                | J1 11位  |
| FC東京                 | 城福浩                   | 東京都        | 味の素スタジアム                                | J1 6位   |
| 川崎フロンターレ       | 関塚隆                   | 神奈川県      | 等々力陸上競技場                                | J1 2位   |
| 横浜F・マリノス        | 木村浩吉                 | 神奈川県      | 日産スタジアム ニッパツ三ツ沢球技場             | J1 9位   |
| アルビレックス新潟     | 鈴木淳                   | 新潟県        | 東北電力ビッグスワンスタジアム 新潟市陸上競技場 | J1 13位  |
| 清水エスパルス         | 長谷川健太               | 静岡県        | アウトソーシングスタジアム日本平                | J1 5位   |
| ジュビロ磐田           | 柳下正明                 | 静岡県        | ヤマハスタジアム（磐田）                        | J1 16位  |
| 名古屋グランパス       | ストイコビッチ           | 愛知県        | 名古屋市瑞穂陸上競技場                          | J1 3位   |
| 京都サンガF.C.         | 加藤久                   | 京都府        | 京都市西京極総合運動公園陸上競技場兼球技場      | J1 14位  |
| ガンバ大阪             | 西野朗                   | 大阪府        | 万博記念競技場                                  | J1 8位   |
| ヴィッセル神戸         | カイオ・ジュニオール     | 兵庫県        | ホームズスタジアム神戸                          | J1 10位  |
| サンフレッチェ広島     | ペトロヴィッチ           | 広島県        | 広島ビッグアーチ                                | J2 優勝  |
| 大分トリニータ         | シャムスカ               | 大分県        | 九州石油ドーム                                  | J1 4位   |

### 監督交代
特記なき場合、監督代行はトップチームのヘッドコーチが務めている。
| チーム名               | 前監督               | 退任日  | 監督代行             | 新監督       | 就任日  | 備考                       |
| ---------------------- | -------------------- | ------- | -------------------- | ------------ | ------- | -------------------------- |
| ヴィッセル神戸         | カイオ・ジュニオール | 6月30日 | -                    | 和田昌裕     | 6月30日 | チーム統括本部長からの異動 |
| 大分トリニータ         | シャムスカ           | 7月14日 | 松山博明（強化担当） | ポポヴィッチ | 7月16日 | 外部より招聘               |
| 柏レイソル             | 高橋真一郎           | 7月15日 | 井原正巳             | ネルシーニョ | 7月20日 | 外部より招聘               |
| ジェフユナイテッド千葉 | アレックス・ミラー   | 7月27日 | -                    | 江尻篤彦     | 7月27日 | コーチからの昇格           |
| ヴィッセル神戸         | 和田昌裕             | 8月5日  | -                    | 三浦俊也     | 8月5日  | 外部より招聘               |

## レギュレーションの変更点
- J1・J2入れ替え戦が廃止され、年間成績16位・17位・18位がJ2へ自動降格となる。
- 従来の外国籍選手枠とは別に、AFC加盟国・地域の選手を1人出場できる「アジア枠」を導入した。

## 2009年シーズンのJ1のスケジュール
- 3月7日 J1リーグ開幕
- 5月24日 J1リーグ第13節

この間、FIFAワールドカップアジア最終予選のために中断。
- 6月20日 J1リーグ第14節
- 12月5日 J1リーグ第34節（閉幕）

なお、鹿島、川崎、名古屋、G大阪はAFCチャンピオンズリーグ2009と並行しての参加となる。このため、第10節の川崎vsG大阪、名古屋vs鹿島の2試合は7月1日に延期された。

## リーグ概要
2連覇中の鹿島が第3節から第19節にかけて17試合連続無敗（12勝5分）を記録し、折り返しとなる第17節終了時点では2位浦和と勝ち点差8、3位新潟・4位川崎とは勝ち点差10をつけ、さらに第19節時点で2位との勝ち点差を10にまで広げ独走状態となったが、元々さほど厚くない選手層に積年の疲労が加わり、第19節からの5試合を2勝1分2敗とした後、第24節から第28節にかけて5連敗を喫し失速、首位を明け渡す。この間に13試合無敗の清水が28節に、外国人ストライカーが好調を維持していた川崎が29節から31節にかけて首位に立ち、さらに前半戦は中位に位置していたG大阪・広島・FC東京も台頭し上位陣は混戦に発展した。
最終盤になって、小笠原満男と中田浩二をダブルボランチに据え中盤を安定させた鹿島が復調、優勝争いは鹿島・川崎・G大阪に絞られた。第32節に川崎が大分に敗れ鹿島が首位に再浮上すると第33節でG大阪との大一番を制し、最終節にはアウェイで浦和を下して優勝を決め、Jリーグ史上初となる三連覇を達成した。AFCチャンピオンズリーグ2010 (ACL) 出場権を獲得したのは鹿島・川崎・G大阪であった。
一方、若手タレントが揃い、前年のリーグ戦4位、Jリーグカップ初優勝を果たし、九州に初のタイトルをもたらした大分は、全選手に年俸アップをしなければならず十分な補強ができなかったことに加え、開幕前にパンパシフィックチャンピオンシップ2009に出場したためフィジカルの強化ができなかったことの影響もあり、第4節から第17節まで引き分け制導入後のJリーグワースト記録となる14連敗を喫し、大差の最下位に低迷。前年の躍進の功労者であったシャムスカを解任し、シーズン後半になって10試合連続無敗を記録したが、時既に遅く、第30節の京都戦での引き分けを持って、4試合を残して初の降格が確定した。一方、前年最終節で奇跡的なJ1残留を果たした千葉は開幕から苦戦し、第19節にアレックス・ミラーを解任したものの、監督交代後に12戦連続未勝利を喫し、第30節で川崎に敗れ、3試合を残して、前身の古河電気工業サッカー部時代も含め、創設44年目にして初の2部降格が確定。最終的には大分にも抜かれ、最下位となった。柏は、第33節で大宮戦に引き分けて、4年ぶり2度目の降格が確定。結果的に、千葉県のJ1クラブが2チームとも降格するという憂き目に遭った。なお、最下位の千葉が挙げた勝ち点27は、2018年シーズンに長崎が記録するまで最多の「最下位の勝ち点」記録であった。
昇格1年目の山形は、磐田との開幕戦で6-2の大差で勝利。以後も堅実な守備とカウンターを武器に着実に勝ち点を積み重ね、最終順位は15位で残留を決めた。
同じくJ2からの昇格チームである広島はシーズン終盤まで優勝争いに絡み、4位でシーズンを終えた。さらに天皇杯でG大阪が優勝したため繰り上がりでACL出場を決めた。ちなみに昇格1年目チームの降格が無かったのは、2005年シーズン以来4年ぶりであるが、2005年は参加クラブ数が2004年までの16から18に拡大したための措置に伴い、自動降格そのものが無かったため、2009年が事実上1ステージ制移行後初めて、昇格1年目チームの降格の無いシーズンとなった。
静岡市日本平スタジアムは命名権の締結により「アウトソーシングスタジアム日本平」に変更した。

## 順位表
| 順 | チーム                     | 試 | 勝 | 分 | 敗 | 得 | 失 | 差  | 点 | 出場権または降格                       |
| -- | -------------------------- | -- | -- | -- | -- | -- | -- | --- | -- | -------------------------------------- |
| 1  | 鹿島アントラーズ (C)       | 34 | 20 | 6  | 8  | 51 | 30 | +21 | 66 | ACL2010グループステージ1の出場権を獲得 |
| 2  | 川崎フロンターレ           | 34 | 19 | 7  | 8  | 64 | 40 | +24 | 64 | ACL2010グループステージ1の出場権を獲得 |
| 3  | ガンバ大阪                 | 34 | 18 | 6  | 10 | 62 | 44 | +18 | 60 | ACL2010グループステージ1の出場権を獲得 |
| 4  | サンフレッチェ広島         | 34 | 15 | 11 | 8  | 53 | 44 | +9  | 56 | ACL2010グループステージ1の出場権を獲得 |
| 5  | FC東京                     | 34 | 16 | 5  | 13 | 47 | 39 | +8  | 53 |                                        |
| 6  | 浦和レッズ                 | 34 | 16 | 4  | 14 | 43 | 43 | 0   | 52 |                                        |
| 7  | 清水エスパルス             | 34 | 13 | 12 | 9  | 44 | 41 | +3  | 51 |                                        |
| 8  | アルビレックス新潟         | 34 | 13 | 11 | 10 | 42 | 31 | +11 | 50 |                                        |
| 9  | 名古屋グランパス           | 34 | 14 | 8  | 12 | 46 | 42 | +4  | 50 |                                        |
| 10 | 横浜F・マリノス            | 34 | 11 | 13 | 10 | 43 | 37 | +6  | 46 |                                        |
| 11 | ジュビロ磐田               | 34 | 11 | 8  | 15 | 50 | 60 | −10 | 41 |                                        |
| 12 | 京都サンガF.C.             | 34 | 11 | 8  | 15 | 35 | 47 | −12 | 41 |                                        |
| 13 | 大宮アルディージャ         | 34 | 9  | 12 | 13 | 40 | 47 | −7  | 39 |                                        |
| 14 | ヴィッセル神戸             | 34 | 10 | 9  | 15 | 40 | 48 | −8  | 39 |                                        |
| 15 | モンテディオ山形           | 34 | 10 | 9  | 15 | 32 | 40 | −8  | 39 |                                        |
| 16 | 柏レイソル (R)             | 34 | 7  | 13 | 14 | 41 | 57 | −16 | 34 | J2 2010へ降格                          |
| 17 | 大分トリニータ (R)         | 34 | 8  | 6  | 20 | 26 | 45 | −19 | 30 | J2 2010へ降格                          |
| 18 | ジェフユナイテッド千葉 (R) | 34 | 5  | 12 | 17 | 32 | 56 | −24 | 27 | J2 2010へ降格                          |

最終更新は2009年12月5日の試合終了時
出典: J.League Data Site
順位の決定基準: 1. 勝点; 2. 得失点差; 3. 得点数.
1 リーグ3位のガンバ大阪が第89回天皇杯全日本サッカー選手権大会で優勝したため、サンフレッチェ広島が繰り上げでAFCチャンピオンズリーグ2010への出場権を獲得。

## 得点ランキング
| 順位   | 選手                 | 所属               | 得点 |
| ------ | -------------------- | ------------------ | ---- |
| 得点王 | 前田遼一             | ジュビロ磐田       | 20   |
| T2     | エジミウソン         | 浦和レッズ         | 17   |
| T2     | ジュニーニョ         | 川崎フロンターレ   | 17   |
| T4     | 石川直宏             | FC東京             | 15   |
| T4     | 佐藤寿人             | サンフレッチェ広島 | 15   |
| T6     | 鄭大世               | 川崎フロンターレ   | 14   |
| T6     | 岡崎慎司             | 清水エスパルス     | 14   |
| T8     | マルキーニョス       | 鹿島アントラーズ   | 13   |
| T8     | 渡邉千真             | 横浜F・マリノス    | 13   |
| T8     | ペドロ・ジュニオール | ガンバ大阪         | 13   |

2009年12月5日

出典: J. League Data
日本人選手が得点王を獲得するのは、2002年の高原直泰以来7年ぶり。

### 注記
1. ↑  この記録は2013年シーズンに大宮に更新されるまでJ1のリーグ無敗記録だった[8]。
2. ↑  第23節まではアルビレックス新潟に所属[16]。